# Liste des évêques de Bangassou
Liste des évêques de Bangassou
(Dioecesis Bangassuensis)

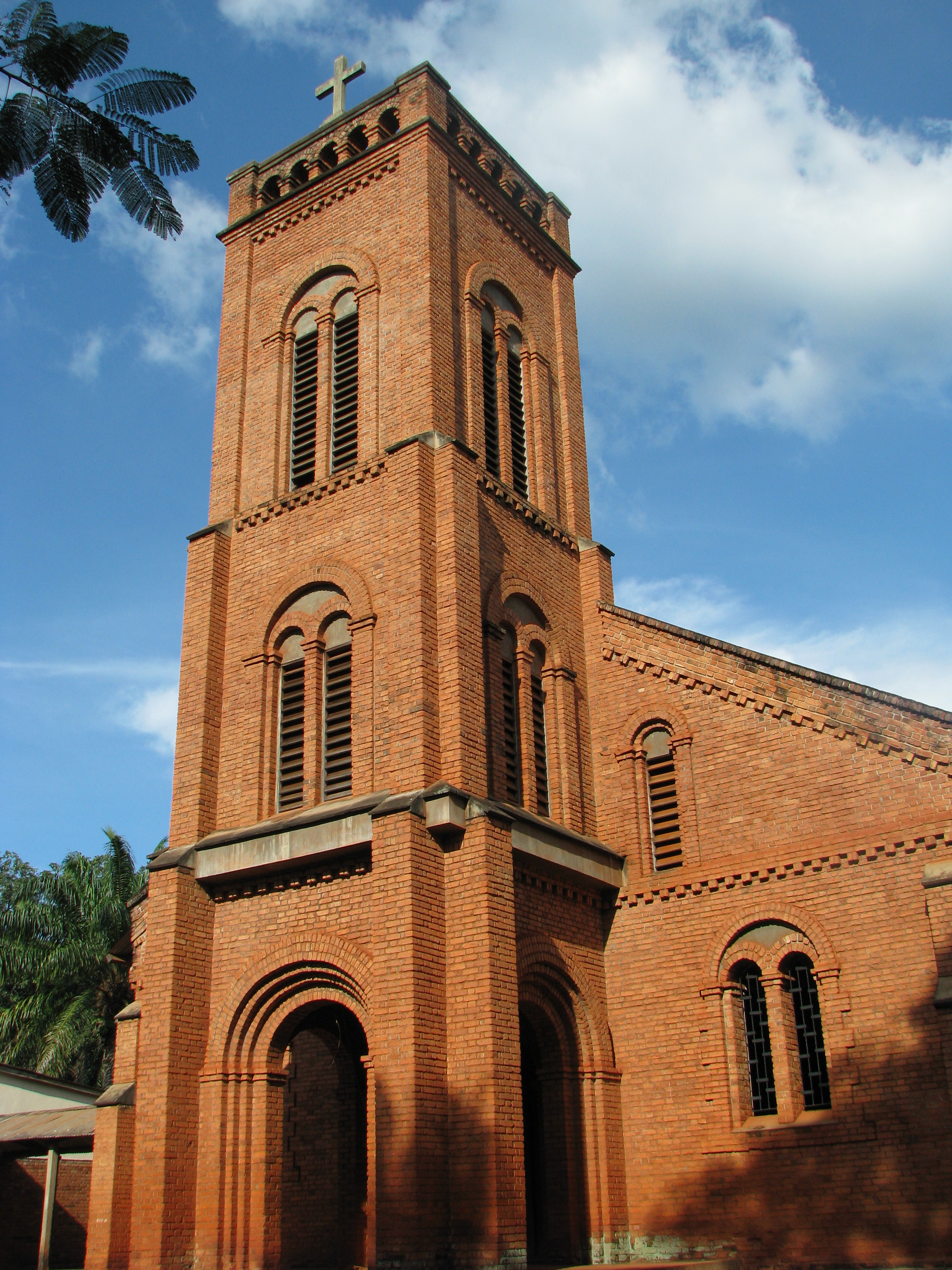
Cathédrale Saint Pierre Claver Bangassou

La préfecture apostolique centrafricaine de Bangassou est créée le 14 juin 1954, par détachement du vicariat apostolique de Bangui.
Elle est érigée en évêché le 10 février 1964.

## Est préfet apostolique
- 1955-1964 : Martin Bodewes

## Puis sont évêques
- 10 février 1964-21 décembre 2000 : Antoine Maanicus (Antoine Marie Maanicus)
- depuis le 21 décembre 2000 : Juan-José Aguirre Muñoz
  - depuis le 23 février 2024 : Aurelio Gazzera, évêque coadjuteur

## Sources
- L'ANNUAIRE PONTIFICAL, sur le site http://www.catholic-hierarchy.org, à la page